# In the Days of '49
In the Days of '49 è un cortometraggio muto del 1911 diretto da David W. Griffith.

## Produzione
Il film fu prodotto dalla Biograph Company. Venne girato all'Eaton Canyon, in California, nell'Angeles National Forest.

## Distribuzione
Distribuito dalla General Film Company, il film - un cortometraggio in una bobina - uscì nelle sale cinematografiche statunitensi l'8 maggio 1911.